# Pinacidil
| Pinacidil |                                                            |
| |                                                            |
| \| \| \| |                                                            |
| IUPAC-név | N-ciano-N'-piridin-4-il-N''-(1,2,2-trimetilpropil)guanidin |
| Kémiai azonosítók                                                                                               |                                                            |
| CAS-szám | 85371-64-8                                                 |
| PubChem | 4826                                                       |
| ChemSpider | 4660                                                       |
| EINECS-szám | 262-294-9                                                  |
| DrugBank | DB06762                                                    |
| ChEBI | 91706                                                      |
| ATC kód | C02DG01                                                    |
| SMILES | CC(C(C)(C)C)N=C(NC#N)NC1=CC=NC=C1                          |
| InChIKey | IVVNZDGDKPTYHK-UHFFFAOYSA-N                                |
| UNII | BB4UGO5K0D                                                 |
| ChEMBL | 1159                                                       |
| Kémiai és fizikai tulajdonságok                                                                                 |                                                            |
| Kémiai képlet                                                                                                   | C13H19N5                                                   |
| Moláris tömeg                                                                                                   | 245,32346                                                  |
| Megjelenés | fehér színű szilárd anyag                                  |
| Oldhatóság (etanol)                                                                                             | 14 mg/ml                                                   |
| Veszélyek |                                                            |
| Főbb veszélyek                                                                                                  | Xn                                                         |
| R mondatok | R22 R36/37/38                                              |
| S mondatok | S36                                                        |
| Ha másként nem jelöljük, az adatok az anyag standardállapotára (100 kPa) és 25 °C-os hőmérsékletre vonatkoznak. |                                                            |
| |                                                            |

A pinacidil (INN) fehér színű, vízben oldhatatlan szilárd anyag. Vérnyomáscsökkentő gyógyszer. A szívizomsejtek és az érsimaizomsejtek ATP-vezérelt káliumcsatornáinak (KATP) megnyitásával hat.

## Működésmód
Az ATP minden sejt energiahordozója: az ATP→ADP átalakulásból származik a sejt működéséhez szükséges energia.
A KATP-k feladata az izmok túlterhelés okozta károsodás elleni védelme. A sejten belül található ATP zárja be e csatornákat. Ilyenkor a sejt tele van energiával.
A csatorna akkor nyílik ki, ha az ATP csökken, és nő az ADP, az adenozin és szívizom esetén a tejsav, vázizom esetén a H+-koncentrió, azaz amikor az izom kifárad. (Tejsav a glükóz oxigénhiányos környezetben történő lebontásakor keletkezik, vagyis jelenléte a szívizom oxigénhiányát jelzi.)
A KATP tehát érzékeli az izom kifáradását, és ilyenkor csökkenti az izom összehúzódásának erejét, hogy takarékoskodjék az energiával.
Az összehúzódás erejének csökkentésére két mód van. Egyrészt a KATP-k kinyitása megnöveli a kálium-ionok áramlását, ami lecsökkenti az akciópotenciál idejét. Másrészt a sejten kívülre áramlott kálium-ionok depolarizálják a sejtfalat, amivel csökken a Na+-csatornák aktivitása és a sejt ingerelhetősége. Ennek következtében csökken a Ca2+-ionok kibocsátása a sejtből, így a Ca2+-ATPáz és miozin-ATPáz kevesebb energiát tud felhasználni.
A pinacidil vérnyomáscsökkentő hatása függ az ATP-koncentrációtól, de nem függ sem az adrenerg α- ill. β-, sem a kolinerg, sem a hisztaminerg antagonistáktól, sem a Ca2+-csatorna-blokkolóktól, sem az entothel sejtektől. Mindez azt bizonyítja, hogy a pinacidil a többi vérnyomáscsökkentőtől eltérően közvetlenül hat, azaz a vérnyomáscsökkentők egy külön osztályát képviseli.

## Készítmény
- Pindac[1]

Magyarországon nincs forgalomban.

## Fordítás
- Ez a szócikk részben vagy egészben  az   ATP-sensitive potassium channel című angol Wikipédia-szócikk fordításán alapul.  Az eredeti cikk szerkesztőit annak laptörténete sorolja fel. Ez a jelzés csupán a megfogalmazás eredetét és a szerzői jogokat jelzi, nem szolgál a cikkben szereplő információk forrásmegjelöléseként.